# Kaisers
Kaisers è un comune austriaco di 75 abitanti nel distretto di Reutte, in Tirolo. È stato istituito nel 1938 per scorporo dal comune di Pettneu am Arlberg.